# Pedro Pablo Ramírez
Pedro Pablo Ramírez Machuca, argentinski general, * 30. maj 1884, La Paz, Entre Ríos, † 12. maj, 1962, Buenos Aires.
Ramírez Machuca je bil predsednik Argentine (1943–1944).